# 雑賀町 (徳島市)
雑賀町（さいかちょう）は、徳島県徳島市の町名。勝占地区に属している。郵便番号は〒770-8021。徳島市の調査による2012年3月現在の人口は252人、世帯数は100世帯。

## 地理
徳島市の東部に位置。北は西新浜町2丁目、東は論田町、南は大松町、西は三軒屋町と接する。農業地域。西に大松川が、北に多々羅川が、東に勝浦川が流れ、その間に広がった平地である。
ほとんどが米作を行うが、近年、メロンの栽培が盛んになっている。勝浦川に沿って徳島県道212号新浜勝浦線が通る。地内には2003年（平成15年）9月に徳島中央公園の城山から移設された徳島縣護國神社がある。

### 河川
- 勝浦川
- 大松川
- 多々羅川

### 小字
| - 上大開 - 上長開 - 北開西 | - 北開東 - 下大開 - 下長開 | - 中大開 - 西開 - 東開 |  |

## 歴史
元は徳島市論田の一部で、1952年に昭和27年より現在の町名となる。
2003年（平成15年）9月に徳島中央公園の城山から徳島縣護國神社が移設された。

## 施設

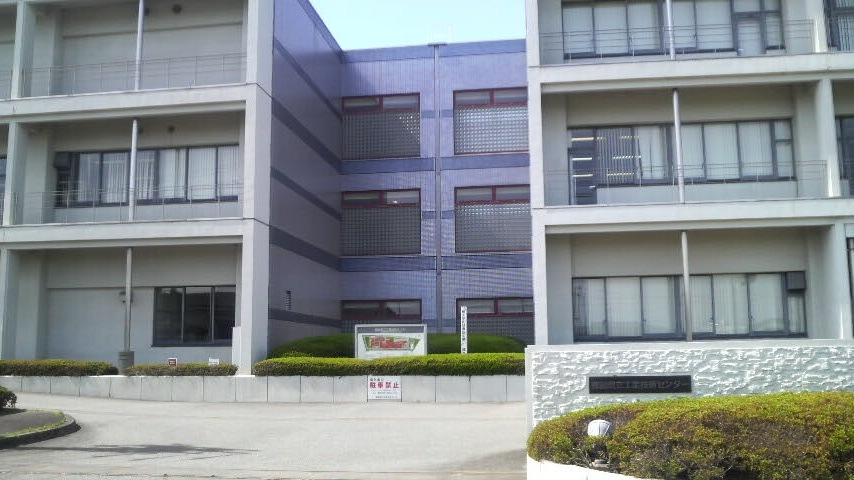
徳島県立工業技術センター

- 徳島縣護國神社・徳島県戦没者記念館
- 徳島県立工業技術センター
- びっくり倉庫宝島徳島店
- ブラディッシュ本社

## 交通

### 道路
都道府県道
- 徳島県道212号新浜勝浦線